# Podbořany
Podbořany (in tedesco Podersam) è una città della Repubblica Ceca facente parte del distretto di Louny, nella regione di Ústí nad Labem.

## Amministrazione

### Gemellaggi
- Russi (Italia)